# Cyphomyrmex olitor
Cyphomyrmex olitor é uma espécie de inseto do gênero Cyphomyrmex, pertencente à família Formicidae.